# نجمك المفضل

ليلى رستم (برنامج "نجمك المفضل")

نجمك المفضل برنامج تلفزيوني أسبوعي من إنتاج التلفزيون المصري وإخراج سعيد عيادة قام بالإعداد له الصحفي مفيد فوزي منذ 1963 وقامت بتقديمه الإعلامية ليلى رستم.
اعتمد البرنامج على استضافة أشهر نجوم الأدب والشعر والتمثيل والغناء والرياضة في تلك الحقبة. استمر البرنامج لمدة ثلاث سنوات قدم خلالها 150 حلقة مع كبار النجوم كان منهم محمد عبدالوهاب وعبدالحليم حافظ وفاتن حمامة وطه حسين ويوسف السباعى وإحسان عبدالقدوس وعمر الشريف ومصطفى أمين وعلى أمين والملاكم محمد على كلاى وعبد الرحمن الشرقاوي. كانت هذه اللقاءات تتم من داخل مبنى الإذاعة والتلفزيون بمنطقة ماسبيرو باستوديو 5 ثم ستوديو 10 الذي كان مخصصاً للأعمال الدرامية، وأمر ببناء المبنى جمال عبد الناصر عام 1956 وانتهى البناء عام 1960. كان البرنامج الأشهر في التلفزيون المصري، وكانت مدة الحلقة الواحدة تتراوح بين 45 دقيقة و60 دقيقة إلا في حلقة الموسيقار محمد عبد الوهاب فقد استمرت لمدة 90 دقيقة.
كان البرنامج يبث على الهواء مباشرة، وكان تصوير الفيديو في الستينات ذو إمكانيات ضعيفة ويتم تصوير البرنامج الحواري كقطعة واحدة ولا يمكن عمل "مونتاج" مما يجعل صدوره للمشاهد بصورة ينقصها الصوت الجيد وإخفاء بعض العيوب أو حذف بعض الأجزاء الغير مناسبة. شمل البرنامج بعض أسئلة من إعداد مفيد فوزي، وكان الجزء الأكبر من البرنامج يقوم على أسئلة يوجهها الحاضرين إلى النجم مباشرة.

## حلقة نجيب محفوظ
استضاف البرنامج الكاتب نجيب محفوظ على مدار 45 دقيقة وكان وقتها له 19 كتاب ورواية طويلة ويعمل بوظيفة حكومية مما دعى المذيعة لسؤاله عن سبب تمسكه بالوظيفة (كاتب بإدارة الجامعة ثم سكرتير برلماني لوزير الأوقاف من 1931 إلى 1950 ثم بمراقبة الشئون الدينية بوزارة الأوقاف ثم مدير مؤسسة القرض الحسن، ثم عضو مجلس إدارة مؤسسة السينما والإذاعة والتلفزيون) وأجاب الكاتب بأن الوظيفة هي مصدر الرزق وكان أن يتمنى أن يكون كاتباً حراً. أجاب محفوظ عن سؤال بخصوص كتاباته روايات تاريخية وقال أنها طريقة آمنة للكتابة عن مجتمعه وانتقاده وإظهار عيوبه لحين يتمكن من الكتابة بطريقة مباشرة عن الأخطاء. وقال أنه تعلم من الكاتب الراحل محمود العقاد معنى الحرية، وكرامة الأديب كيف تكون. وعن تشابه أسلوبه ومنهجه في الأدب بمنهج الأديب دوستويفسكى وهل يمكن أن يُقارن به، قال نجيب محفوظ، "جائز.. من الصعب على الإنسان أن يرى نفسه.. ولكن غيره يراه بشكل أفضل.. ولكن دوستويفسكى تحديدا مثال فريد في الأدب يعصب تكراره أو تقليده.

## حلقة عبد الحليم حافظ
تم اللقاء مباشرة بعد عودة عبد الحليم حافظ من بريطانيا حيث قضى هناك 6 أشهر للعلاج من مرض دوالي المريء. استغرقت الحلقة 45 دقيقة وبدأت بفيلم تسجيلي عن وصول عبد الحليم إلى مطار القاهرة وترحيب الأصدقاء والفنانين والمعجبين. كانت هناك عيوب فنية كثيرة، أثناء عرض البرنامج، تعيق سماع الضيف لأسئلة الحاضرين، وأيضاً يعيق سماع مشاهدين التلفزيون لسماع حوار المذيعة مع الضيف لاختلاط حوارهم بصوت الحاضرين من الجمهور.

## حلقة أحمد رمزي
كانت واحدة من أكثر حلقات البرنامج إثارة للجدل، حيث استضاف البرنامج عام 1964 النجم الشاب أحمد رمزى، وكان يبلغ 34 سنة وقتها وكانت نجوميته بدأت من عمر 25 سنة، وكان يرتدى قميصا مفتوح الأزرار كاشفاً عن صدره، ويرتدى سلسلة بها خرزة زرقاء. انتقدت ليلى رستم ملابسه وسألته لماذا يرتدى هذه الخرزة؟ فأجابها ضاحكا بأن زوجته تخشى عليه من الحسد، فردت رستم قائلة: "ياختى عليه"، ليضحك الجمهور الحاضر في الاستديو. وخلال الحوار، يكشف أحمد رمزي أنه يصور فيلمين جديدين هما "مذكرات خادمة" للمخرج حسن الإمام وبطولة لبنى عبد العزيز (تغير عنوان الفيلم أثناء التصوير إلى "هي والرجال")، و"نمر التلامذة" للمخرج عيسى كرامة مع حسن يوسف ومحمد عوض، لتسأله ليلى رستم قائلة: "طلعت ناجح ولا ساقط في الامتحان؟" ليرد عليها: "أنا عمري في السينما ما نجحت في أي حاجة أبدا .. المخرجين تملي يسقطوني"، لتعقب ليلى رستم: "لو قفلت القميص ولبست كرفتة هينجحوك ويبطلوا يسقطوك"، ليعقب: "أنا متهيألي لو قفلت القميص ولبست كرفتة مش هعرف اكل عيش"، ثم تواصل الحوار لمدة 40 دقيقة كاملة. تم إيقاف البرنامج بعد هذه الواقعة لفترة ثم عاد مرة أخرى.
أضافت ليلى رستم في حوار بعد سنوات: "هو كان حاجة غريبة بالنسبة للزمن بتاعنا"، وتابعت وقالت أنها أحست بطفولته وكان تعليقها بنوع من التهكم.
وكشفت إيمان الكرداني، ابنة ليلى رستم، حقيقة الاشاعة التي ظهرت بعد هذه الحلقة من انفصال والدتها عن والدها (رجل الأعمال حامد الكرداني) بسبب الفنان أحمد رمزى، خلال  لقائها في برنامج “الستات ميعرفوش يكدبوا”، مؤكدة أن هذا الخبر غير صحيح، والانفصال حصل بين والدها ووالدتها عام 1970 اي بعد خمس اعوام من اللقاء التلفزيوني.

## حلقة محمد عبد الوهاب
كانت الحلقة مدتها 90 دقيقة بينما كانت مدة كل الحلقات السابقة تتراوح بين 45 – 60 دقيقة. بدأت الحلقة بشريط تسجيلي يقص فيه الراوي بداية عبد الوهاب وتتطور مكانته. أقبل الموسيقار على مضيفته وقام بتحية الحاضرين وجلس بجانبه الأيسر يواجه الكاميرات والجمهور .. ولم يغير من هذا الوضع على طول مدة البرنامج. فاجأت المذيعة ليلى رستم جمهور الحاضرين بدعوة الممثلة نيللي لدخول الاستوديو وهي التي شاركت محمد عبد الوهاب في المسلسل الإذاعي "شيء من العذاب" للمخرج محمد علوان الذي صدر في 1966 خلال شهر رمضان ونال شهرة كبيرة جداً وتحول إلى فيلم عام 1969 يحمل نفس العنوان للمخرج صلاح أبو سيف. تحدث عبد الوهاب عن هذا المسلسل وأفاد بأنه طلب من الكاتب أحمد رجب أن يكتب الحلقات وكأن شخصية البطل هي نسخة من شخصية عبد الوهاب في الحقيقة وكانت البطولة لفتاة تبلغ من العمر وقتها 17 سنة (نيللي من مواليد 1949)، كما أستمع عبد الوهاب أثناء البرنامج لرأي الكاتب إحسان عبد القدوس الذي أكد أن عبد الوهاب لا يمكنه تمثيل إلا دور عبد الوهاب الحقيقي.

## حلقة طه حسين
تحركت ماكينات وعدسات التصوير من ستوديو خمسة بمبنى الإذاعة والتلفزيون بمنطقة ماسبيرو إلى حي الهرم و فيلا "رامتان" حيث يقيم طه حسين، حسب ما قالت مذيعة البرنامج ليلى رستم التي قدمت الحاضرين وهم: الشاعر عبد الرحمن صدقي، أستاذ الفلسفة الدكتور عبد الرحمن بدوي، الروائي يوسف السباعي، الكاتب والروائي ثروت أباظة، الأديب والصحفي أمين يوسف غراب، الشاعر والمؤلف المسرحي عبد الرحمن الشرقاوي، الكاتب نجيب محفوظ، المفكر اليساري محمود أمين العالم، الصحفي والكاتب أنيس منصور و نقيب الصحافيين المصريين ورئيس اتحاد الصحافيين العرب كامل زهير. بدأ طه حسين وسأل ليلى رستم: "وكم يبلغ هؤلاء يا سيدتي؟"، وعندما أجابت بأن عدد الحاضرين "10" قال حه حسين: "أنا أتفقت مع الأستاذ أنيس منصور أن السائلين يكونوا خمسة"، وكانت الحلقة من إعداد أنيس منصور بدلاً من مفيد فوزي. أجاب طه حسين عن مجموعة من الأسئلة لمدة 66 دقيقة حول: اللغة العامية في الكتابة واللغة الفصحى، التي هي الطريقة الوحيدة لتوحيد الأمة العربية، والالتزام في الأدب الذي يتمسك به طه حسين بينما يمقت الالتزام الذي تفرضه الدولة أو يفرضه السلطان ويؤدي إلى فساد أدب الأديب. أكد طه حسين التزامه بالمنهج الديكارتي (ديكارتية) وأفاض في التفريق بين القصة الواقعية والقصة الفلسفية.

## حلقةعبد الرحمن الرافعي
كانت مدة الحلقة 58 دقيقة تحدث فيها المحامي والمؤرخ المصري عبد الرحمن الرافعي، شقيق الكاتب والسياسي والصحفي أمين الرافعي، عن خطورة جمع السلطة والقانون في يد واحدة، وتحدث عن بدايته في تأريخ الحركة الوطنية منذ عام 1908، والأهمية القصوى لصدق المؤرخ وضرب مثال بالمؤرخ الشهير "الجبرتي". أكد المؤرخ أن من أهم صفات الشعب المصري هي "المثابرة" كما أشاد بدور المرأة المصرية.

## حلقة عبد الوارث عسر
كان الممثل عبد الوارث عسر يبدو للمشاهدين كأب طيب القلب وأجاب على سؤال عن تمثيله دور الأب وقال أنه يشعر تجاه الممثلة فاتن حمامة بأبوة حقيقة فقد مثلت أمامه منذ كانت ابنة 6 سنوات وكان يحملها على كتفه ويهديها الحلوى في استوديو التصوير، وعرض البرنامج لقطات من فيلم "الملاك الظالم" للمخرج حسن الإمام عام 1954، وتحدث عنه وكيف كان التمثيل مع بطلة الفيلم فاتن حمامة ليس تمثيلاً ولا تصنعاً. استضاف البرنامج أيضا بنات عبد الوارث عسر (لوتس وهاتور).

## حلقة أحمد شفيق كامل
حاورت المذيعة ليلى رستم الشاعر شفيق كامل وظهر أدبه الجم وتواضعه، وهو الذي ملأ أجواء الغناء بكلمات الحب والعشق، فهو صاحب أغاني أم كلثوم من ألحان محمد عبد الوهاب: "أنت عمري" عام 1964، و"أمل حياتى" عام 1965، و"ليلة حب" عام 1973، و"الحب كله" عام 1971 لحن بليغ حمدي. ومع هذا فهو يشغل وظيفة حكومية كمراقب عام غارقاً في الأرقام والبيانات. حكى الشاعر عن أغنية "أنت عمري" وهي اللقاء الأول بين أم كلثوم وعبد الوهاب وكيف أنه تعود على الاحتفاظ بكل أغانيه بصوت ملحنها على شرائط في مكتبته الخاصة، وروى كيف أن شريط "أنت عمري" بصوت عبد الوهاب أختفى .. بعد أن استعاره عبد الوهاب مدعياً احتياجه لمراجعة بعض الجمل الموسيقية التي لا يتذكرها، وخصوصاً أن الكلمات كانت موضوعة ليغنيها عبد الوهاب منذ سنوات. حدث هذا قبل تسجيل الأغنية بصوت أم كلثوم بيوم واحد، وأعاد عبد الوهاب الشريط بعد "مسحه" وتسائل شفيق كامل وعرف أن أم كلثوم اشترطت على ملحنها عبد الوهاب عدم غناء أغانيها بصوته على الاطلاق. كان عبد الوهاب غنى بعض أغاني لحنها لمطربين آخرين وتسبب ذلك في جذب انتباه المستمعين لأغنيته وإهمال المطربين الاخرين مثل أغنية فايزة أحمد "ست الحبايب" 1959، وأغنية نجاة الصغيرة  والتي غناها أيضاً عبد الحليم حافظ "لا تكذبي" عام 1962.

## حلقة محمد علي كلاي
كان بطل العالم في ملاكمة الوزن الثقيل، محمد علي كلاي، عام 1966 في زيارة مصر وتمت دعوته كضيف على برنامج "نجمك المفضل" حيث تم الحوار بينه وبين مقدمة البرنامج "ليلى رستم" باللغة الإنجليزية، التي تجيدها تماماً، وقامت بالترجمة للمشاهد المصري. حضر اللقاء الطفل علاء كمال نجل مصور التلفزيون محمد كمال، والتقط مجموعة من الصور التذكارية مع محمد علي كلاي، وجرى حوار جانبى بين الصبي علاء وكلاي الذى لم يخف حبه للأطفال خلال حواره التلفزيونى وقال إنه يتمنى أن يتزوج وينجب 10 أطفال.

## نهاية حلقات البرنامج
تركت الإعلامية ليلى رستم العمل بالتليفزيون المصرى بإرادتها مرتين؛ الأولى عام 1967 عندما سافرت مع زوجها رجل الأعمال حاتم الكرداني إلى بيروت بعد أن عجز عن العمل في مصر عقب صدور قرارات تأميم شركاته، وكان حصيلة البرنامج ما يقرب من 150 حلقة.

## وصلات خارجية
https://www.vetogate.com/4525071 نجمك المفضل
https://www.zamanpost.com/2022/11/laila-rustom/ نجمك المفضل
https://www.zamanpost.com/2022/11/laila-rustom/ نجمك المفضل
https://www.elwatannews.com/news/details/6015073 نجمك المفضل
https://www.emaratalyoum.com/local-section/other/2012-05-10-1.483212 نجمك المفضل